# محوطه پان شان
محوطه پان شان مربوط به عصر آهن است و در شهرستان چرداول، بخش شیروان، ۲ کیلومتری شمال شرق روستای جدید سیاه سیاه واقع شده و این اثر در تاریخ ۷ اسفند ۱۳۸۶ با شمارهٔ ثبت ۲۱۲۷۵ به‌عنوان یکی از آثار ملی ایران به ثبت رسیده است.